# 無人艦載空中偵察與打擊機計畫

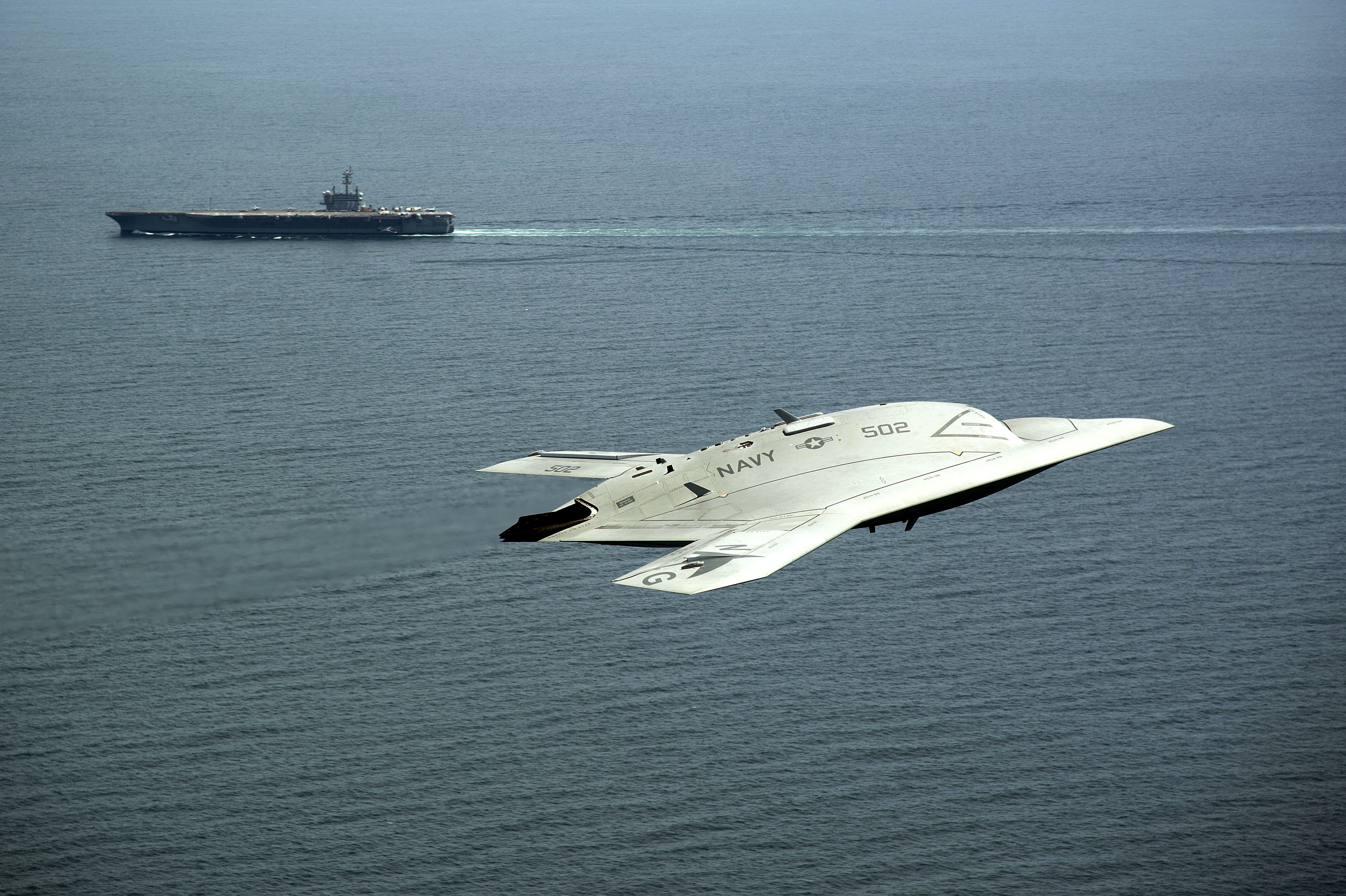
X-47B與喬治·布希號航空母艦(CVN-77)

無人艦載空中偵察與打擊機計畫（英語：Unmanned Carrier-Launched Airborne Surveillance and Strike，UCLASS）是美國海軍為研發一種艦載無人偵查與攻擊機而啟動的計畫。在經過一連串關於UCLASS該執行何種任務的爭論後，美國國防部決定將該計畫改為艦載無人加油系統（CBARS）計畫。該計畫的目標為製造一種自動化的無人空中加油機，以延伸現有的艦載戰機的作戰半徑。

## 競爭者
無人艦載空中偵察與打擊計畫（UCLASS）有以下幾個廠商的方案參與競標：
- 諾斯洛普．格魯曼的X-47B試驗機
- 洛克希德．馬丁的海靈無人機（基於RQ-170所開發的改型）
- 波音的幻影鰩無人機
- 通用原子的海洋復仇者無人機（基於復仇者無人駕駛戰鬥機開發的改型）

## 發展
美國海軍於2010年3月19日發出了一份資訊需求書（RFI）以作為海軍無人航空和打擊武器計劃執行辦公室的市場調查的一部分。
2011年6月9日，聯合需求監督委員會（JROC）發佈了一份批准UCLASS計畫的初始能力文件（ICD）的備忘錄。該備忘錄將UCLASS定義為一種可長時間作戰的艦載無人機，並具備在高威脅性空域中進行情蒐、偵查與精確打擊等任務的能力。
在準備提交2014財年的預算時，聯合需求監督委員會重新審查了UCLASS計畫的需求，並於2012年12月19日發布了086-12與196-12兩份備忘錄。這兩份備忘錄大幅地改變了UCLASS計畫的需求，使UCLASS變為一種在低威脅性空域中進行情蒐與偵查任務的無人機。美國國防部無人戰爭、情報蒐集與偵查辦公室主任戴克．韋瑟林頓表示，此一更動是因預算刪減而導致的。
2013年8月14日，美國海軍分別與洛克希德．馬丁、波音、諾斯洛普．格魯曼和通用原子公司簽署了四份價值1500萬美元的初步設計審查（PDR）合約。合約的履行期限為九個月。UCLASS計畫負責人查理．納瓦表示，這些合約能使海軍瞭解UCLASS計畫的潛在風險與技術成熟度，並使研發人員更了解該計畫的要求，從而更迅速的為航母艦隊提供新世代的艦載無人機。
2014年初，美國海軍發布了本應在2012年底就發布的需求建議書（RFP）。四份量身打造的需求建議書分別被發給洛克希德．馬丁、波音、諾斯洛普．格魯曼與通用原子公司，使確切規格不會被公眾所知。 這些需求建議書的目標是要完善四家公司在PDR階段時設計出的無人機方案。
關於匿蹤能力與掛載能力的爭論仍在進行。洛克希德．馬丁與諾斯洛普．格魯曼仍採取高度匿蹤化的構型，然而波音與通用原子公司決定犧牲一部分的匿蹤能力以換取更大的掛載能力與更久的滯空時間。2013年8月14日，美國海軍與上述四間公司簽訂了價值1500萬美元的原型機開發合約。
美國海軍計畫在UCLASS上掛載現有的武器。由於該計畫的目標是研發一種以情蒐與偵查為導向的無人機，UCLASS上將搭載第五代電子掃描陣列雷達，並在機身各處裝上光學、電磁與紅外線感測器。這使UCLASS能在掛載聯合直接攻擊炸彈（JDAM）的同時探測並追蹤海面與地面上的目標。海軍也暗示了將使用UCLASS作為「炸彈卡車」，在武器倉內掛載AIM-120先進中程空對空飛彈以作為F/A-18超級大黃蜂與F-35C的「無人忠誠僚機」，並可由E-2D預警機遙控操作。
海軍整合火控—制空系統（NIFC-CA）概念提供了一體化作戰的願景。在此一體系下，任何一台飛機都能通過資料鏈獲取其他感測器接收到的資訊，進而攻擊戰場上的目標。這使海軍可以省下開發新世代的匿蹤無人戰鬥機的經費，而只要用操作成本更低的UCLASS與現有的有人戰機搭配即可。
海軍航空系統司令部（英語：NAVAIR）計畫於2014年3月底發布需求建議書。2014年2月18日，眾議院議員蘭迪．富比士寫信給海軍部長雷．馬布斯，主張UCLASS必須具有空中加油與多波段匿蹤的能力，並要有一定程度的酬載能力以支援對地與對海攻擊的任務。空中加油被認為是應對遠距離威脅（如中國人民解放軍的東風-21丁反艦彈道飛彈）的重要能力。

### 對需求的爭論
美國海軍官員表示對UCLASS計畫的變更感到擔憂。該計畫原計畫生產一種可搭載大量武器執行長距離打擊任務的匿蹤無人機，並要具備空中加油的能力。然而該計畫在經過更動後變成了以偵蒐為導向的無人機，對地打擊能力與匿蹤性也大幅度縮水。這一更動是為了補足美國海軍偵蒐方面的不足，以及透過減少對匿蹤性的要求來節省預算。原定的酬載要求UCLASS必須攜帶24枚共600磅重的GBU-39小直徑炸彈，但這被縮減為1360公斤（3000磅）重的酬載，其中只有454公斤（1001磅）是武器。
聯合需求監督委員會（JROC）在2012年12月18日的會議時修改了需求，要求海軍不該因為規格縮減而鬆懈，而是要在酬載能力、匿蹤與性能上找出最佳的平衡點，而非製造只專精於一種任務的無人機系統。這些改動據稱是JROC為了替換執行處置矩陣任務（英語：Disposition Matrix）的無人機而進行的。一種可在航母上起降的無人機使美國軍方不用向第三國借用機場，也使任務的彈性更大。
國會和產業界皆認為美國海軍已經偏離了開發新飛機的正常過程。三年來，各公司用自己的預算來研發原型機，卻無法得知海軍真正的需求。2013年春季以前，美國海軍都沒有發布任何關於需求的消息，導致各家廠商在初步設計審查階段時必須改裝已有的原型機以符合需求。在這些需求裡，最難達成的是讓無人機的滯空時間達到12小時。UCLASS在設計機翼時必須考慮到航母內部的空間極為有限，而燃油儲存在機翼內。該機必須能在航母戰鬥群周圍保持兩個600海浬（1100公里；690英里）的軌道，或者在1200海浬（2200公里；1400英里）範圍內的一個軌道，並能夠攻擊2,000海浬（3700公里; 2300英里）外防禦力較低的目標。在受到來自國會、產業界與政府責任署(GAO)的壓力後，海軍重新審視了對UCLASS計畫的要求。新的需求原定於2013年10月發布，但被推遲了。推遲背後的原因是海軍無法決定該採購一種較現役裝備更佳的海基偵蒐無人機，或是採購能使航母成為更有效的打擊平台的次世代無人攻擊機。
2013年12月時，UCLASS計畫的內容已大幅改變。原本計畫的輕型偵蒐無人機被改為重型偵蒐/打擊機，並增加了許多傳感器與武器。該機預計會重達32000公斤至3600公斤（70000磅至8000磅），大約與F-14雄貓式戰鬥機差不多重，並比X-47B重上許多。長度方面則達到21公尺（68英尺），比F/A-18超級大黃蜂還要長。UCLASS也計畫作為其他用途，例如空中加油台，以擴大戰鬥機的作戰半徑。此計畫要求UCLASS需攜帶9100公斤（20000英磅）重的燃油，並可在空中持續作業7.5小時。四間參與競標的廠商因不斷更動的要求而對該計畫卻步。此時海軍的需求已於初步設計審查階段時的需求完全不同，且單位造價從3000~5000萬美元暴增到一億美元。對重點區域的全天候偵蒐能力需求則一直保持不變，其中之一是將單日偵蒐任務的作業成本控制在1.5億美元內。

### 後續
2014年4月17日，美國海軍在海軍部長雷．馬布斯批准後發布了拖延已久的需求建議書（RFP）。該草案原預計於2013年中發布，但因海軍內部對匿蹤性、生存性與空中加油能力的爭論而拖延。雖然該建議書的內容大多是機密，但還是能從公開資料中得知UCLASS計畫是以偵蒐為導向，並在一定程度上具有攻擊能力的無人機。該機也計畫採用開放式架構，以方便後續升級。美國海軍計畫先在UCLASS安裝已經發展成熟的傳感器，讓它負擔在無爭議性的國際空域中偵查與蒐集情報的任務，並持續升級原有的機體，使它能安裝更多傳感器與武器。
2014年7月，聯合需求監督委員會（JROC）啟動了對UCLASS計劃的調查，以回應國會對海軍的要求過於狹隘的批評。隨著對要求的再次審查，7月下旬計劃發布的RFP暫停，直到新的能力發展文件（CDD）被發布。
2014年中，海軍再次變更了UCLASS計畫的需求。這是他們第三次變更此計畫的需求。2006年時，它被定位為打擊有人戰機航程外目標的無人攻擊機。2011年，它被重新定位為一款較為廉價的艦載偵蒐無人機，並在一定程度上有對地與對海攻擊的能力。此次的更動則是讓UCLASS變為一款幾乎只在海上執行任務的無人機。初期目標是讓UCLASS在較低威脅性的空域中執行情蒐任務，並在後續升級中賦予它在較高威脅性的空域中執行攻擊海面與地面目標的能力。此一更動被認為是避免讓UCLASS與海軍未來的F/A-XX戰鬥機的角色重疊。F/A-XX被定位為是一款多用途戰機，並計畫替換海軍現有的F/A-18 E/F。海軍不可能同時將F-35C、F/A-XX與UCLASS作為昂貴的攻擊平台。
2014年12月18日，美國海軍宣布將把UCLASS與E-2D編入同一飛行大隊。這使無人機的操縱者可以在航空母艦上執行飛行任務，並讓E-2傳輸訊號。海軍在2016財年報告中將UCLASS的預計進入服役的時間2020年推遲到2022至2023年，並再次拖延了需求建議書（RFP）的發布。

### 艦載無人加油系統（CBARS ）
在經過許多爭論後，UCLASS計畫於2019年2月1日被改為艦載無人加油系統（英語：Carrier-Based Aerial-Refueling System，CBARS）計畫。該計畫預計生產一種與F/A-18戰鬥機大小相當的無人空中加油機，並預計透過後續升級獲得情偵、通訊中繼與對地攻擊的能力。這一更動是為了解決美國海軍未來可能出現的戰鬥機短缺問題。美國國防部要求增加資金購買額外的F/A-18戰鬥機，並加速購買F-35C的購買與開發。這些舉動是為了使美國海軍的隱形戰機可以更快速的投入使用，並可增強戰機於高威脅性空域執行任務的能力。
有鑑於美國海軍的下一代艦載戰鬥機F/A-XX是一種具備自動打擊能力的機種，採購CBARS可以使美國海軍在接收下一代艦載戰鬥機時更輕鬆的適應新機種。它還解決了航艦對空中加油機的需求，使現有的艦載戰鬥機執行任務的效率提升20%~30%。這比修改F-35，V-22魚鷹，E-2D鷹眼或將已退役的S-3維京式重新投入使用更具成本效益性。
雖然最初被命名為RAQ-25，但名稱被改為MQ-25 Stingray。匿蹤性能將不再是該計畫的重點。它仍然能在副油箱的派龍架上掛上飛彈或炸彈，但監控與摧毀目標不會是它的主要任務。降低對匿蹤性的需求有望降低該計畫的開發門檻，並使各家廠商更容易進入競爭。由於降低了對匿蹤性的需求，該飛機可能會採取具機翼，機身與尾翼的傳統構型設計，而非常見於匿蹤戰機的飛翼構型。這樣的改動會使MQ-25在高威脅性空域中執行任務的能力受限，但有利於降低成本，且能使更多廠商參與計畫的競標。
美國海軍在2017年8月發布了正式的需求建議書（RFP），參與競標的廠商有洛克希德．馬丁、波音、諾斯洛普．格魯曼與通用原子公司。波音於2018年8月正式贏得CBARS計畫的合約。